# 克索
克索，另译科索，是越南少数民族嘉莱族和埃地族（埃地族使用这一拼法）的姓氏。
根据嘉莱人的说法，“克索”的意思是被人类开发和耕种到贫瘠而后恢复为森林的高地。

## 名人
- 克索福，原越共十一届中央委员会委员